# Бруклінський ботанічний сад
40°40′05″ пн. ш. 73°57′50″ зх. д. / 40.668055555556° пн. ш. 73.963888888889° зх. д.
Бруклінський ботанічний сад (англ. Brooklyn Botanic Garden, BBG — ботанічний сад у Нью-Йорку (США). Заснований 1910 року.

## Історія
Бруклінський ботанічний сад заснований 1910 року, хоча окрема ділянка для нього площею в 39 акрів була зарезервована ще 1897 року. Першим директором був Чарлз Стюарт Гейджер (Dr. Charles Stuart Gager). 1914 року почали діяти спеціальна дитяча освітня програма та Дитячий сад (Children's Garden), а Японський сад (Japanese Hill-and-Pond Garden, архітектор Такео Сіота) відкрився 1915 року. 1916 року був закладений Сад каменів (Rock Garden) .
Для підтримки повноційнної діяльності саду з 1917 року почали діяти спеціальні корпуси лабораторій (Laboratory Building і Conservatory), які нині використовують як адміністративну будівлю та Оранжерею Пальм (Palm House). 1925 року для саду було пожертвувано тридцять два карликових дерева в горщиках (бонсаї), що стали початком їхньої колекції. У тому ж році відкривається Шекспірівський сад (Shakespeare Garden), подарунок від Генрі Фолджера (Henry C. Folger). 1939 року відкривається Осборн-сад (The Osborne Garden), пожертвуваний місіс Елізабет Осборн (Mrs. Sade Elisabeth Osborne). 1945 року була опублікована перша книга з серії з садівництва: Lilies and Their Culture. А 1955 року закладено Fragrance Garden (дизайнер і архітектор Alice R. Ireys) .
1980 року ботанічний сад отримав подарунок з міста Токіо: 500-річний кам'яний ліхтар Шьогуна (Shogun lantern), який став окрасою Японського саду. Ще 1652 року японський феодал Камі Нобутеро (Kami Nobuteru) встановив цей 3-тонний кам'яний ліхтар заввишки в 10 футів в честь сьогунату Токугава. Подарунок був присвячений двадцятиріччю встановлення побратимських зв'язків між Нью-Йорком і Токіо.
1989 року закінчено будівництво будівлі освітнього центру (Education Building) і ремонт Оранжереї Пальм (Palm House). 1992 року оновлено Сад каменів, а на вулиці Монтгомері (109 Montgomery Street) відкрився Науковий центр (Science Center). Тоді ж Сад був відзначений першою нагородою за досягнення в галузі охорони навколишнього середовища (Better Earth Award). 1996 року засновано Сад відкриттів (Discovery Garden) і запущено офіційний вебсайт Бруклінського ботанічного саду — bbg.org .
2000 року спільно з Ратгерським університетом був заснований Центр міської відновної екології (Center for Urban Restoration Ecology, CURE) і закладений Флорілегіум (BBG Florilegium). 2002 року Бруклінський ботанічний сад став офісом для BGCI (US office of Botanic Garden Conservation International). 2003 року заснована Бруклінська Академія (Brooklyn Academy of Science and the Environment, BASE).
2010 року Сад відзначав свій 100-річний ювілей .

## Адреса
- США, Нью-Йорк, Бруклін (900 Washington Avenue, Brooklyn, NY 11225)